# Hunterston Castle

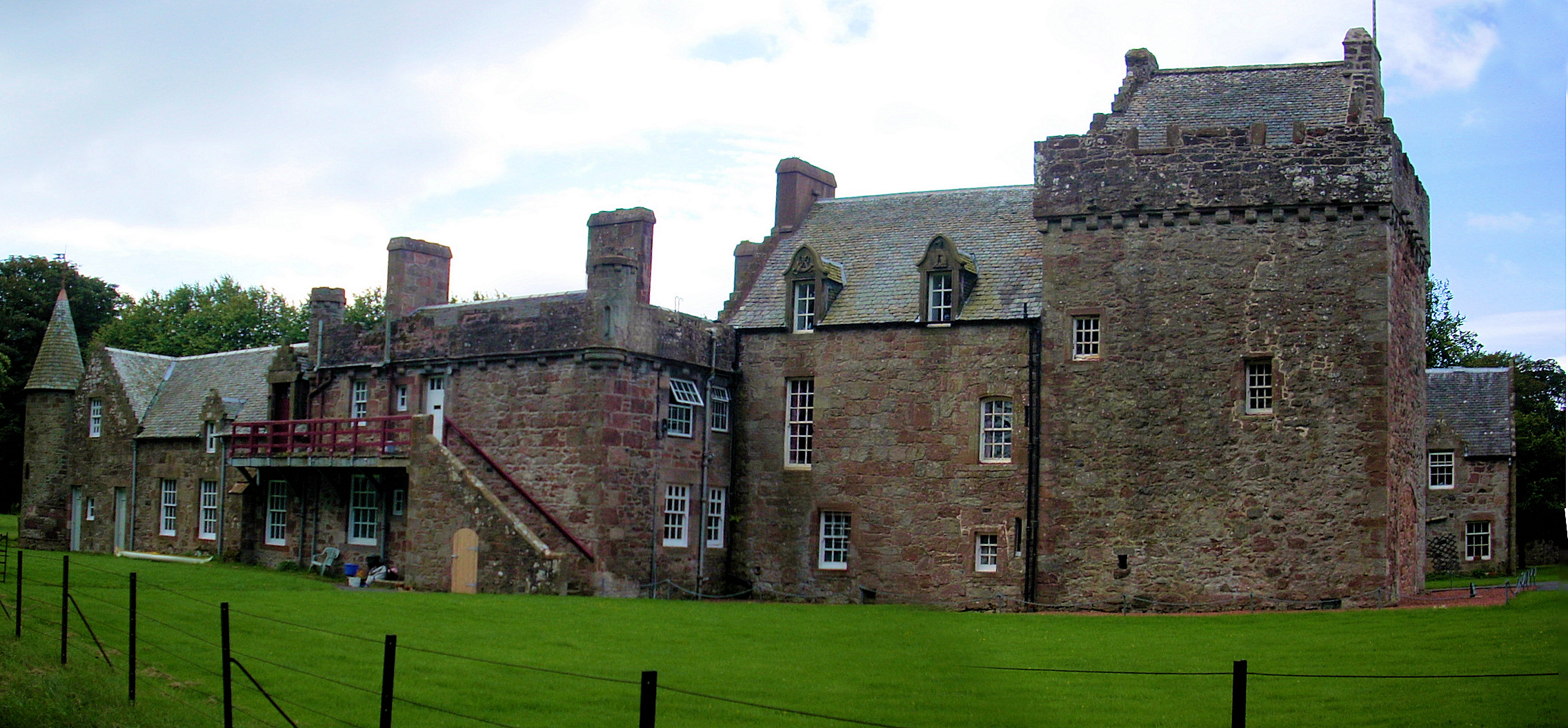
Hunterston Castle

Hunterston Castle ist eine Burg nahe Fairlie in der schottischen Council Area North Ayrshire. 1971 wurde das Bauwerk in die schottischen Denkmallisten in der höchsten Denkmalkategorie A aufgenommen. Es ist der Stammsitz des Clans Hunter und ständig bewohnt. Außer am schottischen Tag des offenen Denkmals sind nur Mitglieder des Clans Hunter als Besucher zugelassen.

## Geschichte
Die ältesten Fragmente des heutigen Hunterston Castle stammen wahrscheinlich aus der Mitte des 13. Jahrhunderts. Zu dieser Zeit wurde eine ältere, aus Holz bestehende Motte an diesem Ort ersetzt. Der Keep stammt wahrscheinlich aus dem frühen 16. Jahrhundert und wurde unter John Hunter, 14. Laird erbaut. Im folgenden Jahrhundert wurde der Wohntrakt hinzugefügt. Im Rahmen einer archäologischen Untersuchung im Jahre 2001 wurden Mauerreste freigelegt und untersucht.

## Beschreibung
Die Burg liegt isoliert rund vier Kilometer südlich von Fairlie zwischen der A78 und dem Kernkraftwerk Hunterston. Da der Keep ursprünglich durch eine Wallanlage geschützt war, ist er verhältnismäßig klein konzipiert. Er besteht aus vier Stockwerken, von denen das unterste als Gewölbe gearbeitet ist und der Lagerung diente. Der Eingang befand sich im ersten Obergeschoss. Eine Wendeltreppe führt von dort aus in die verschiedenen Stockwerke. Sie endet am zinnenbewehrten, an drei Seiten umlaufenden Wehrgang. Dieser ist auskragend und ruht auf Kragsteinen. Am Anbau aus dem 17. Jahrhundert tritt ein Treppenturm hervor.